# 陈满案
陈满案（又称海南杀人放火案、陈满故意杀人、放火案）是对一起于1992年12月25日晚在海南省海口市发生的杀人纵火案的称呼，也是一起冤案。
1992年12月25日夜，是日46岁的物管人员钟作宽在海南海口上坡下村109号遇害。警方认定陈满为该案凶手并将其逮捕。1994年11月22日，海口市中级人民法院一审判处陈满被判死缓，一审后，陈满坚称蒙冤，一直与其家人申诉。1999年4月15日，海南省高级人民法院终审裁定维持该案原判。2016年2月1日，浙江省高级人民法院在海口市美兰监狱宣判陈满无罪。
因该案影响巨大，该案已经写入2015年最高法和最高檢的工作報告。

## 涉案人员

### 当事人
该案的当事人陈满，1963年出生，四川绵竹县（今绵竹市）人，在家中排行老三。陈满在两次高考不尽人意后放弃高考，之后考上绵竹工商局的招干考试，工作了两年。是年1988年，海南建省，同时建立经济特区，中国国内掀起“下海潮”，25岁的陈满便选择停薪留职，和7名老乡一起来到海南创业。来到海南后陈满先后开餐馆和进入中介以及装饰行业，案发前的1992年6月，陈满在海口开办了装修公司。案发前，陈满的施工团队正负责宁屯大厦的修建，今宁屯大厦位于海口美兰区和平南路34号。关于陈满搬离上坡下村109号，陈满的父母调查得知钟作宽所在的单位要将这里承包给另一家企业，所以才通知陈满不再对外出租。

### 受害人
该案的受害人钟作宽，被害时46岁，四川广元人，是当地轻化纺织股份有限公司的一名职工。已婚并育有二女。钟作宽于1986年毕业于成都中医学院刊授大学，后来在棉纺厂与妻子相识相恋并结婚，直到钟被公司派去海南开展业务。上坡下村109号是四川广元市轻化纺织股份有限公司在海口购置的物业，在公司撤离海口后留下钟作宽在当地作管理。

## 案件经过

### 背景与案发
陈满在接受为他代理申诉的易延友的提问时回答，陈满在1992年12月24日晚睡在钟作宽的家里，次日25日一早就去宁屯大厦施工现场检查工人状况，早晨11时在发现自己的自行车钥匙失踪后步行回家寻找。12时回到上坡下村109，正逢钟作宽在吃午饭，就与钟作宽共进了午餐，餐后陈满就一个人离开了。下午钟作宽忙于他的个人事务。1992年12月25日晚6时左右至8时左右，陈满一直在宁屯大厦的施工大楼。晚12时陈满想到钟作宽将要回四川，就前往和平南路的一家大排档点菜并打包食物来送行钟作宽。26日一早陈满照常前往施工大楼。
根据海口警方报警记录，1992年12月25日20时30分，海口市振东区（现并入美兰区）上坡下村109号发生火灾，消防队员灭火时发现一具尸体。警方赶到现场后发现，死者多处钝器伤害、颈动脉被割断，由于煤气罐被点燃，死者遗体严重烧焦。案发并报警后，警方因在遗体口袋发现陈满的工作证而认定死者为陈满，后在陈满老乡王强指认下，认定死者为46岁的上坡下村109号的物业物管人员钟作宽，陈满就是109号的租客。确认死者身份后警方将当时案发后不在场的陈满列为重要嫌疑人，另一个理由也是基于之前在死者遗体上发现陈满的工作证。两天后即12月27日晚，警方将当时正在工作地点与工人玩麻将的陈满带走，并在次年的1993年9月25日正式逮捕陈满。

### 审判
1994年3月23日，海口市中院一审开庭，检方首先阐述案情，指控陈满于1992年12月25日晚7时在被害人家中在寒暄一阵后后持刀将被害人钟作宽杀害，并引燃拖入卧室门口点燃，引发火灾。庭中除提供了陈满的“认罪口供”，并没有任何物证和鉴定资料以及没有有一份证明陈满犯罪的证人证言提供，陈满律师也为陈满作无罪辩护。当时担任一审审判长的涂国华在后来接受采访时也承认了物证有瑕疵，但这也是判死缓的原因。11月22日，海口中院一审以陈满构成故意杀人罪和放火罪宣判陈满死刑缓期执行，缓期两年执行。一审后，陈满坚称蒙冤，一直与其家人申诉。因一审的《判决书》送达延误，法院也没有通知陈满的律师使得已经超过法律规定的上诉期限。
而后，海南省海口市检察院以量刑过轻，未充分体现罪刑相一致的原则为由提起抗诉，应当撤销原判，判处陈满死刑。1998年8月26日，海南高院二审开庭，同一审相比只多了一名警察出庭，并证明他亲眼看到陈满画了“作案现场图”，陈满辩护律师林义全和曹铮二人为此据理力争但法庭仍维持原判。1999年4月15日，海南省高级人民法院二审裁定驳回该案抗诉，表示虽然海口检察院抗诉意见并无不当，但考虑到本案的具体情况因而维持原判，不立刻执行死刑。关于这份地图，2005年陈满父母托朋友向最高检渎职侵权检察厅寄交了警察作伪证的举报书，并请求审查这份地图。最高检将此地图转交给海南省检察院后便无下文。
2001年11月8日，海南高院驳回陈家的申诉。2013年4月9日，海南省人民检察院审查后认为，该案不符合立案复查条件因而拒绝立案复查。

### 申诉以及律师的协助
早在1993年，陈满写了一份申诉书，称被刑讯逼供，遭酷刑、威胁、恐吓和屈打，一审宣判后的1995年6月1日他曾将他所写的25页申诉书寄发给最高人民法院、全国人大、全国政协、中央政法委。此后22年，陈元成夫妇（陈满的父母）每个月向有关部门寄送儿子无罪的申诉材料。自1995年一审以来陈满的辩护律师曹铮、林义全、吴家森都坚持认为审理中缺乏物证、没有进行任何刑事科学鉴定或者检验、出现伪证而需要请求对本案依法提审，也是自一审以后多位律师和学者高度关注此案。自2013年律师寄希望于海南检法院破灭后，律师依法转向最高人民检察院。
2013年11月20日，律师伍雷、王万琼、陈建刚等人在成都倡议发起“‘拯救无辜者’洗冤行动”，陈满案是首个关注也是此行动成立后首个的案件。2014年1月6日王万琼、陈建刚等6位律师向最高人民法院递交陈满案申诉书，但遭到拒收。次日的1月7日在北京炜衡律师事务所召开“陈满案北京研讨会”，对于陈满无罪的证据很充分且没有作案时间的看法得到大多数与会的专家和律师的认同。2月22日，易延友、王万琼向最高人民检察院递交了陈满案申诉状，同年12月25日海南省高级人民法院透露陈满案卷宗已被最高检调取复查。一年后的2015年2月16日易延友收到最高检的“刑事申诉复查通知书”，最高检决定将陈满案向最高人民法院提出抗诉，但律师们没有收到开庭的通知。2014年4月14日，陳滿委託代理律師向最高檢提出申訴。
澎湃新闻网记者在2014年7月查阅陈满案大量卷宗材料时发现，该案存在五大悬疑，涉及作案时间、作案动机、重要物证丢失、警方涉嫌刑讯逼供并做伪证等。

### 再审
2015年2月10日，最高人民检察院认为，陈满案的刑事裁定书定案的证据因不确实充分，且犯罪的事实不清，证据不足，故以高检刑申抗（2015）1号刑事抗诉书向最高人民法院提起抗诉，要求最高院对该案依法判处。同年4月24日，最高院根据刑事诉讼法第244条指令浙江省高级人民法院对该案进行异地再审，由此该案进入再审程序。
审判长张勤基于以下理由再审改判：
一是原裁判据以定罪的原审被告人陈满的有罪供述不能作为定案的根据；
二是除原审被告人陈满的有罪供述外，无其他证据证明陈满作案。
2015年12月29日，浙江省高院借海口市琼山区法院开庭再审陈满案，检、辩双方意见一致，均认为陈满无罪。但鉴于此案案情重大而未当庭宣判。2016年2月1日，浙江省高院在海口市美兰监狱宣判陈满无罪；2月3日，陈满出狱，回到四川绵竹。

### 申请国家赔偿及以后
2016年3月14日，陈满代理律师王万琼代表陈满，向海南高院提出国家赔偿申请，后海南高院决定予以受理。王万琼要求赔偿义务机关在中国中央电视台、《人民日报》、新华网等媒体公开赔礼道歉外，还要求海南高院赔偿人民币966万元，其中含侵犯人身自由赔偿金、误工费、医疗费、后续治疗费、精神损害抚慰金及申冤费用。因仍然存在争议，故当日当事双方未达成共识。
2016年5月13日，海南高院和陈满达成赔偿协议，向陈满支付国家赔偿金2753777.64元（人民币，下同），包括人身自由赔偿金185万余元，精神损害抚慰金90万元。陈满将赔偿金全部存入了银行，并准备考取驾照。8月7日陈满用赔偿金的一小部分在德阳市区一汽车4S店购置了一辆30万元的7座越野车，他想在买车后对他父母看病更以及出行旅游更加方便，也是为了尽孝多陪伴父母。
在陈满出狱后的2017年2月，媒体曝光称他通过一家名为四川开建网络科技有限公司的公司，投资了维卡币，涉嫌传销。陈满家人得知此事后决定报警。

## 相关评论
中国大陆官媒新华社评论称，“每一次公正裁决，都浸润着公众对法治的信仰”；而香港《东方日报》评论称“希望每一個能夠等來正義的蒙冤者，所獲的不僅僅是金錢，還能有回歸的尊嚴和對人生的希望”。另有中国大陆网友称，该案的再审，让人再次回忆起呼格吉勒圖案，并对推進司法改革起到了作用。

2016年3月13日海南省高院院长董治良对陈满一案作出首次回应：
|  | 陈满案件可以说是司法的一个痛点。造成这个结果，应该说是令人痛心的，也是政法各家需要认真反思、汲取相关教训的。这个案件纠错，整体来讲，我认为是国家法制进步。从过去的疑罪从有，疑罪从轻，疑罪从化，到现在的疑罪从无，证据确定，这个是司法理念的进步。 |